# サンドリヨン (マスネ)

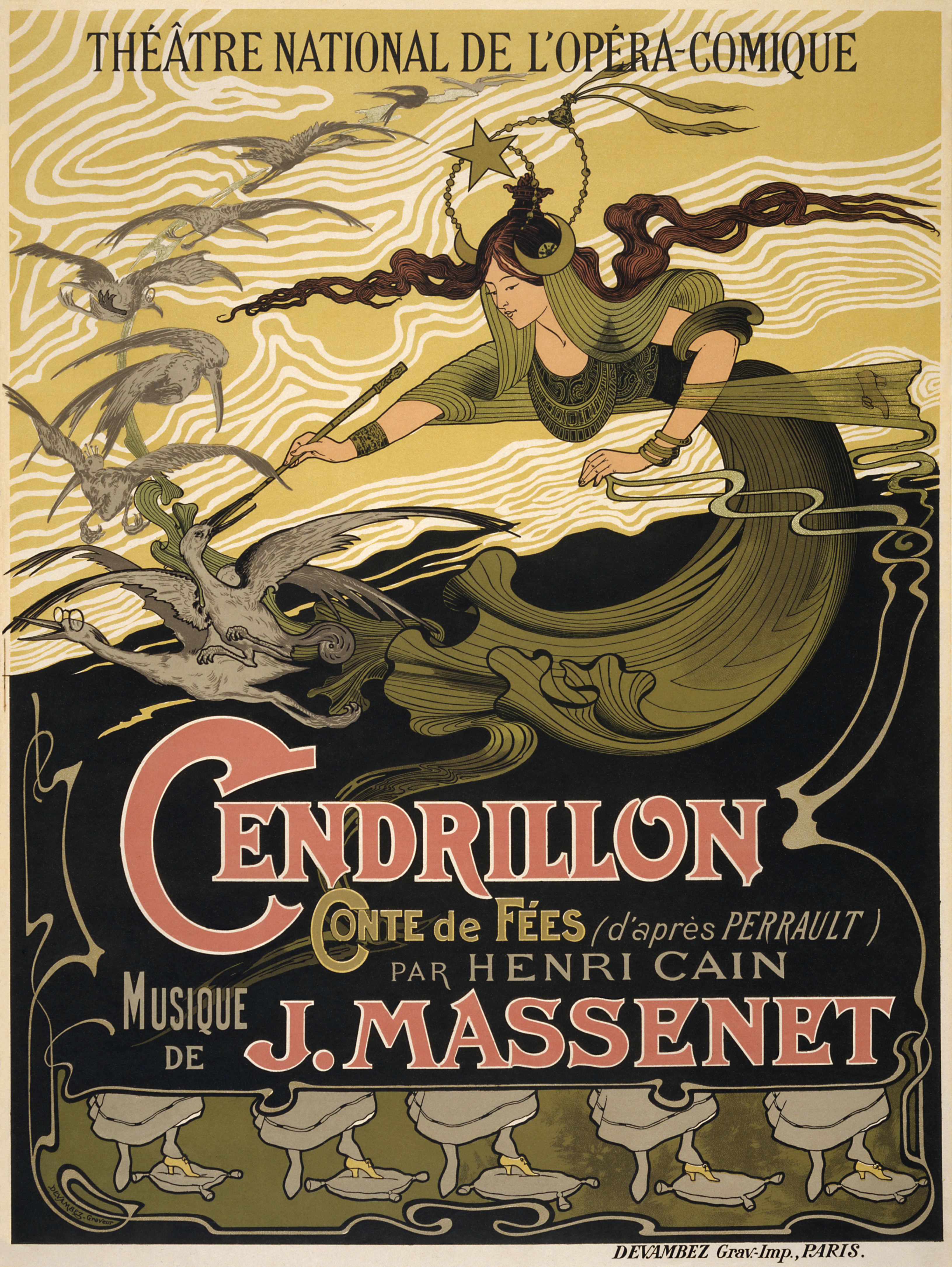
エミール・ベルトランによるオペラ＝コミック座における初演時のポスター。

『サンドリヨン』（フランス語: Cendrillon）は、ジュール・マスネが作曲したオペラで、『妖精物語』（Conte de fées）と銘打たれている。『シンデレラ』とも表記される。シャルル・ペローの童話『シンデレラ』を原作とし、リブレットはアンリ・カインによる。1899年5月24日にオペラ＝コミック座にて初演された。

## 概要
1894年6月、オペラ『ナヴァラの娘』の初演のためロンドンを訪れていたマスネとカイン（同作の脚本に参加していた）の間で本作の最初の構想が持ち上がった。作曲はポン＝ド＝ラルシュの別荘で始められ、1895年の冬に作品は完成した。本作は、エンゲルベルト・フンパーディンクの『ヘンゼルとグレーテル』に倣って作られたものと見られることもあるが、カインは、本作に先行して童話を題材にした『ヘンゼルとグレーテル』の成功を知ったのは『サンドリヨン』の構想が生まれて以降であり、二人は一度計画を破棄しかけたと書簡に記している。

### 初演とその後
1897年に予定されていた初演は1899年まで延期され、再建されたオペラ＝コミック座（サル・ファヴァール Salle Favart）、またアルベール・カレ監督の新体制による最初期の重要な初演の一つとなった。アレクサンドル・ルイジーニ指揮による1899年5月24日の初演は成功を収め、次年までに70回の上演が行われた。
1911年にアメリカではシカゴでタイトル・ロールにマギー・テイト、王子にメアリー・ガーデンを起用した注目すべき公演が行われた。1939年にスウィンドンで行われたイギリス初演ではバーナーズ卿の責任の下で行われた。
人気では『マノン』や『ウェルテル』などに一歩譲るが、現代でも上演が重ねられている。
日本では1995年9月8日に札幌室内歌劇場がザ・ルーテルホールにて訳詞上演している（訳詞：岩河智子、演出：中津邦仁）

## 楽曲
チャールズ・オズボーンはマスネがおとぎ話の型を破り、繊細なテクスチュアによって登場人物に温かみと人間性を吹き込んだと評する。
『新グローヴオペラ事典』によれば「マスネの音楽的なユーモアのセンスが発揮されることは滅多にないが、本作においては、それがこのうえないまでに泡立ち、さらに辛口のフランス風ウィットでたっぷりと味つけされている。それが四種類の音楽の世界によって保証されている。ひとつは力強く華麗な宮廷の音楽で、そこには『ル・シッド』を除けば、マスネの最高の踊りのナンバーとリュリやラモーの時代の古典的な形式による心のこもったパスティーシュが含まれている二つ目は、妖精の世界の光寄らめく音楽で、メンデルスゾーンとリヒャルト・シュトラウスを掛け合わせたような軽やかさと和声的趣がある。三つ目はサンドリヨンとパンドルフの音楽で、この二人が示す質素さの美徳にマッチした簡潔なマスネの一面が表れている。四つ目が愛の音楽におけるワーグナー的な半音階的語法であり、これらが多様性を裏付けている」。
『オックスフォードオペラ大事典』によれば「本作は既に実証済の手法による手慣れた作品で、人気があった」。
本作の第2幕のシャルマン王子の登場の場面において、マスネはリュート、ヴィオラ・ダモーレ、グラス・フルートを用いてチャイコフスキーの『くるみ割り人形』における金平糖の精の踊りの響きにも比較されるような効果をあげている。

## 配役
| 人物名                                           | 原名                         | 声域                                                   | 説明               | 初演時のキャスト 1899年5月24日 指揮：アレクサンドル・ルイジーニ |
| ------------------------------------------------ | ---------------------------- | ------------------------------------------------------ | ------------------ | --------------------------------------------------------------- |
| サンドリヨン （リュセット）                      | Cendrillon (Lucette)         | ソプラノ                                               |                    | ジュリア・ギロドン                                              |
| ド・ラ・アルティエール夫人                       | Madame de la Haltière        | メゾソプラノ もしくはコントラルト                      | サンドリヨンの継母 | ブランシュ・デシャン=ジェアン （Blanche Deschamps-Jéhin）       |
| シャルマン王子                                   | Le Prince Charmant           | ソプラノ「ファルコン」 もしくは "Soprano de sentiment" |                    | マリー=ルイーズ・ヴァン・エムラン (Marie-Louise van Émelen)     |
| 名付け親の妖精                                   | La Fée                       | コロラトゥーラソプラノ                                 |                    | ブレジャン=グラヴィエール (Bréjean-Gravière)                    |
| ノエミ                                           | Noémie                       | ソプラノ                                               | サンドリヨンの義姉 | ジャンヌ・ティフェーヌ                                          |
| ドロテ                                           | Dorothée                     | メゾソプラノ                                           | サンドリヨンの義姉 | ジャンヌ・マリエ・ドゥ・リル (Jeanne Marié de L'Isle)           |
| パンドルフ                                       | Pandolfe                     | "Basse chantante" もしくはバリトン                     | サンドリヨンの父   | リュシアン・フュジェール                                        |
| 王                                               | Le Roi                       | バリトン                                               |                    | デュボスク (Dubosc)                                             |
| 大学長                                           | Le Doyen de la Faculté       | テノール、"Trial"                                      |                    | グルドン (Gourdon)                                              |
| 儀典長                                           | Le Surintendant des plaisirs | バリトン                                               |                    | エチエンヌ・トロワ (Étienne Troy)                               |
| 総理大臣                                         | Le Premier Ministre          | "Basse chantante" もしくはバリトン                     |                    | ギュスターヴ・ユベルドー                                        |
| 精霊たち                                         | Six Esprits                  | ソプラノ4、コントラルト2                               |                    |                                                                 |
| 合唱：召使いたち、廷臣たち、医者たち、聖職者たち |                              |                                                        |                    |                                                                 |

- バレエ団[注釈 3]

## 楽器編成
- 木管楽器：フルート3、オーボエ2、クラリネット2、ファゴット2
- 金管楽器：ホルン4、トランペット2、トロンボーン3、テューバ1
- 打楽器：ティンパニほか
- その他：弦五部、ハープ2

## 演奏時間
約2時間15分(第1幕：40分、第2幕：32分、第3幕：42分、第4幕：24分)

## 物語
第1幕に先立ち、登場人物たちが聴衆に向かって自己紹介するプロローグが作曲されたが、初演の前にアルベール・カレの意見で削除されている。

### 第1幕
ド・ラ・アルティエール夫人の屋敷の大広間
召使いたちが舞踏会行きの用意をしながら女主人の横暴を歌う。主人のパンドルフが登場し、高慢な伯爵夫人との再婚は失敗だったと後悔して、娘のリュセット（サンドリヨン）の境遇を憐れむ。妻が登場し、二人の娘に舞踏会での振る舞いを説いて聞かせ、帽子屋、仕立屋、美容師に命じて娘たちを着飾らせる。

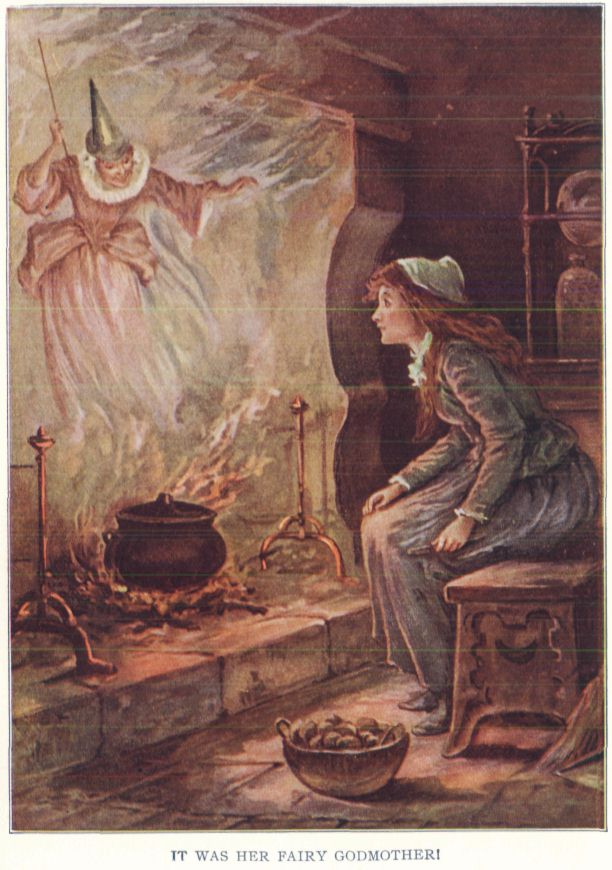
妖精の名付け親と話すサンドリヨン、ハーフォードによるイラスト

一同が出発するとサンドリヨンが登場し、炉端に座って自らの不運を嘆く「ああ！　わたしの姉はなんて幸せなの - 炉端でお休み、小さなコオロギ」（Ah! que mes sœurs sont heureuses ! - Reste au foyer, petit grillon）。彼女が寝入ってしまった後、名付け親の妖精が登場し、精霊たちに命じてサンドリヨンが舞踏会に行くための衣装を整えさせる。夜の12時までに帰るよう妖精に警告されて、サンドリヨンは出発する。

### 第2幕
王宮
華やかな舞踏会が開かれているが、憂鬱な王子は愛する相手がいないことを嘆く「愛のない心、バラのない春」（Coeur sans amour, printemps sans roses）。王はこの場で結婚相手を見つけるよう彼に命じる。結婚相手候補として選ばれた令嬢たちが次々と入場した後、見知らぬ美女が現れ一同は驚く。彼女に一目惚れした王子とサンドリヨンは二人きりとなり、王子が愛を告白し「ぼくの前に現れた君」（Toi qui m'es apparue）、サンドリヨンもそれに応える「あなたはシャルマン王子」（Vous êtes mon Prince Charmant）。しかし12時を告げる鐘が響き、サンドリヨンは走り去るが、ガラスでできた靴を残していってしまう。

### 第3幕

#### 第1場
ド・ラ・アルティエール夫人の屋敷の大広間
慌てて家へ帰ってきたサンドリヨンは舞踏会と帰りの夜道を思い出し「やっと着いた」（Enfin … je suis ici）、惨めな境遇に戻ってしまったことを歌う。継母たちが戻ってくる。夫人は舞踏会を自分たちの都合のよいように話し、邪魔者の女が入ってきたが一同に追い出されたと主張する。サンドリヨンが衝撃を受けているのに気付いたパンドルフは妻たちを追い出し、サンドリヨンに二人で田舎に帰ろうと歌いかける。彼が旅支度のために退場すると、サンドリヨンは父に迷惑をかけないよう、一人で家を出る決心をする「わたしは一人で出掛けます」（Seule je partriai）。

#### 第2場
樫の大木を中心とした神秘的な風景
精霊や鬼火たちが踊っているところへ、サンドリヨンと王子がそれぞれ森の反対側からやって来る。名付け親の妖精は呪文を唱え、花の垣根を作って二人が声だけ聞こえるようにし、お互いの存在に気付いた二人は改めて愛を確かめ合う。神秘的な儀式の中で二人は惨めな現状から開放されたいと願ったあと、王子は血を流した自分の心臓を木に掛ける。二人は互いの声を認め、愛の成就を祈る。妖精は子守唄で二人を魔法の力で眠らせる。

### 第4幕

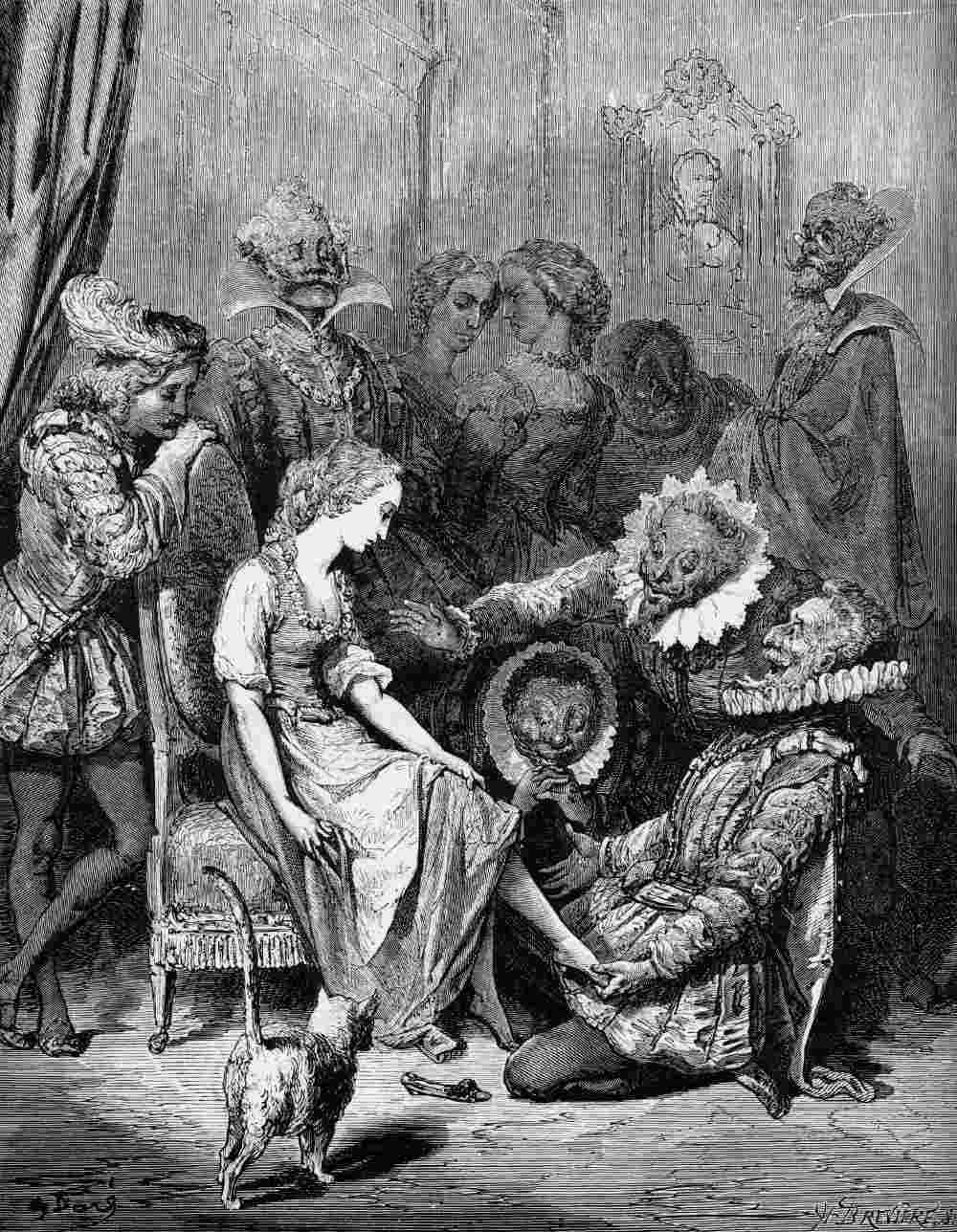
靴が合った場面。ギュスターヴ・ドレによるイラスト

#### 第1場
テラス
小川のそばで倒れていたサンドリヨンをパンドルフが看病している。彼女が舞踏会や妖精についてのうわ言で、舞踏会、神秘的な樫の木、血を流している心臓、失くした靴のことなどを言っていたとパンドルフが話すと、サンドリヨンは全てが夢だったと諦めて「春は再び訪れる」（Primtemps Revient）と歌う。しかし、ド・ラ・アルティエール夫人によって、王宮にガラスの靴を残していった娘を王子が探しているとの報せが入ると、一夜の体験は夢でなかったとサンドリヨンは知って、喜ぶ。華麗な〈プリンセスたちの行進〉が聞こえて来て、場面が変わる。

#### 第2場
王宮
世界中から令嬢たちが集まっているが、誰もガラスの靴の持ち主ではない。そこにサンドリヨンが現れ、あなたの心臓を持ってきましたと言う。ついに再会して抱き合う二人を皆が祝福する。サンドリヨンの感動が頂点に達した瞬間に継母が割り込み、それまでとは180度違った態度を見せ「我が娘よ」と叫んで、「リュセット、大好きよ」と大仰に彼女を抱きしめる。劇場が笑いに包まれる中、登場人物一同が「これでお話は終わり」と合唱し幕となる。

## 主な全曲録音・録画
| 年   | 配役 サンドリヨン シャルマン王子 ド・ラ・アルティエール夫人 パンドルフ 名付け親の妖精                        | 指揮者 管弦楽団 合唱団 | レーベル                                                                 |
| ---- | --- | --- | ------------------------------------------------------------------------ |
| 1978 | フレデリカ・フォン・シュターデ ニコライ・ゲッダ ジャーヌ・ベルビエ ジュール・バスタン ルース・ウェルティング | ユリウス・ルーデル フィルハーモニア管弦楽団 アンブロジアン・オペラ・シンガーズ                                                            | CD: Sony ASIN: B01M7XIPN9 シャルマン王子がテノールによって歌われている。 |
| 2011 | ジョイス・ディドナート アリス・クート エヴァ・ポドレシ ジャン＝フィリップ・ラフォン エグリース・グティエレス | ベルトラン・ド・ビリー ロイヤル・オペラ・ハウス管弦楽団 ロイヤル・オペラ・ハウス合唱団 演出：ロラン・ペリー                               | DVD: Virgin Classics ASIN: B007CYKHIW                                    |
| 2017 | キム=リリアン・ストレーベル アナト・チャルニー アニヤ・ユング ホアン・オロスコ カタリナ・メルニコヴァ        | ファブリス・ボロン フライブルク・フィルハーモニー管弦楽団 フライブルク劇場合唱団 演出：バルバラ・ムンデル、オルガ・モッタ                 | DVD:NAXOS ASIN: B07FQ1PJBL                                               |
| 2019 | ダニエル・ドゥ・ニース ケイト・リンジー アグネス・ツヴィエルコ リオネル・ロト ニーナ・ミナシアン             | ジョン・ウィルソン ロンドン・フィルハーモニー管弦楽団 グラインドボーン合唱団 オリジナル演出：フィオナ・ショウ、再演新演出：フィオナ・ダン | DVD:NAXOS ASIN: B088J4D53C グラインドボーン音楽祭（ライヴ）              |